# Arroyuelos de Friburgo

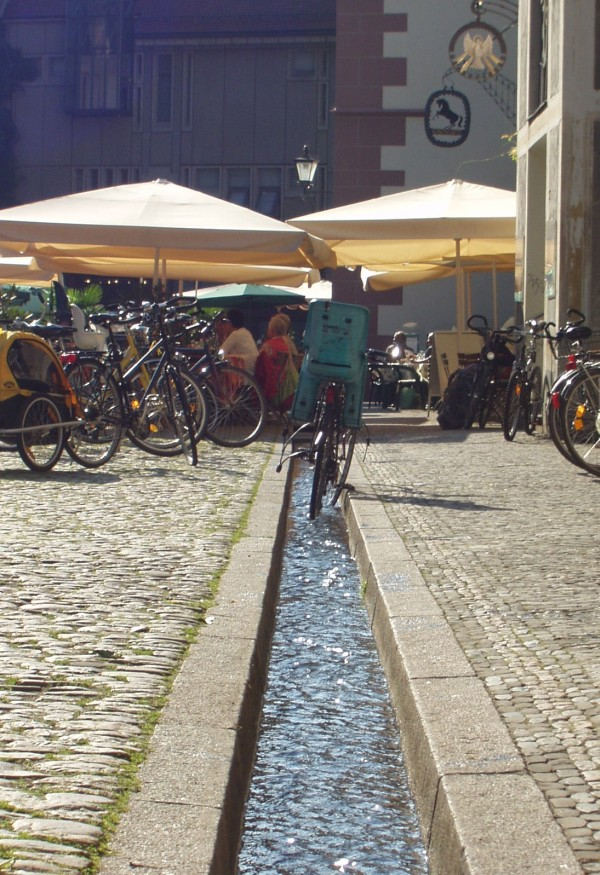
Imagen de uno de los canales en la plaza Münster

Los arroyuelos de Friburgo son una serie de pequeños arroyos creados artificialmente que atraviesan distintas calles del casco viejo de la ciudad alemana de Friburgo de Brisgovia, en Baden-Wurtemberg. El nombre local es Bächle, diminutivo alemánico de Bach (arroyo). La longitud total de la red de estos arroyuelos es de 15,5 km, 6,4 km de ellos bajo tierra.
Parece que los arroyuelos fueron mencionados por vez primera en un documento del año 1238, donde se menciona que el monasterio dominico de Friburgo está ubicado inter duas ripas (latín medieval para entre dos arroyos). Esto fue interpretado como una referencia al terreno donde el monasterio estaba ubicado hasta 1804. En una vista de la ciudad de Gregor Sickinger de 1589 ya se puede ver los arroyuelos en muchas calles.
Los arroyuelos sirvieron para el abastecimiento con agua usable. Para el abastecimiento con agua potable había tan solo unas pocas fuentes dentro de la ciudad que fueron alimentadas de tuberías.
En 1544 el Consejo de la Ciudad prohibió en el "reglamento de cursos artificiales de agua" (nombre local: Runzordnung) la contaminación de los arroyuelos "bajo la multa de diez chelines peniques".
En la actualidad los arroyuelos son una de las atracciones turísticas principales de Friburgo. También tienen una influencia microclimática que contribuye a bajar la temperatura dentro de la ciudad en veranos calientes. Se ha propuesto crear nuevos arroyuelos en el curso de la renovación de varias calles. Ya en 1999 fue creado un arroyuelo nuevo a la Feria Nueva de Friburgo.

## Enlaces
- Wikimedia Commons alberga una categoría multimedia sobre Arroyuelos de Friburgo.
- Disfrutando Friburgo: Arroyuelos de Friburgo